# Jules Cardoze
Pour les articles homonymes, voir Cardoze.
Jules Louis Cardoze, né le 25 novembre 1835 à Pointe-à-Pitre et mort le 18 janvier 1898 à Paris 17e est un dramaturge, journaliste, romancier feuilletoniste et dessinateur français.

## Biographie

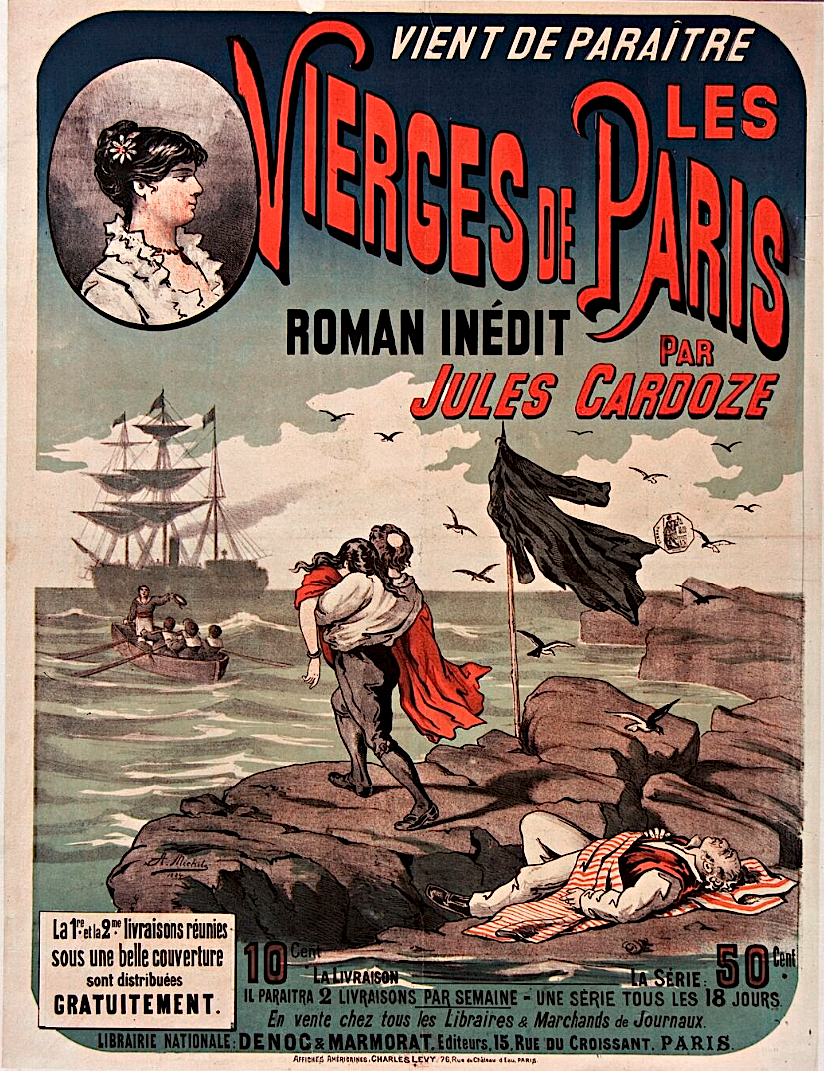
Affiche publicitaire pour Les vierges de Paris (1884).

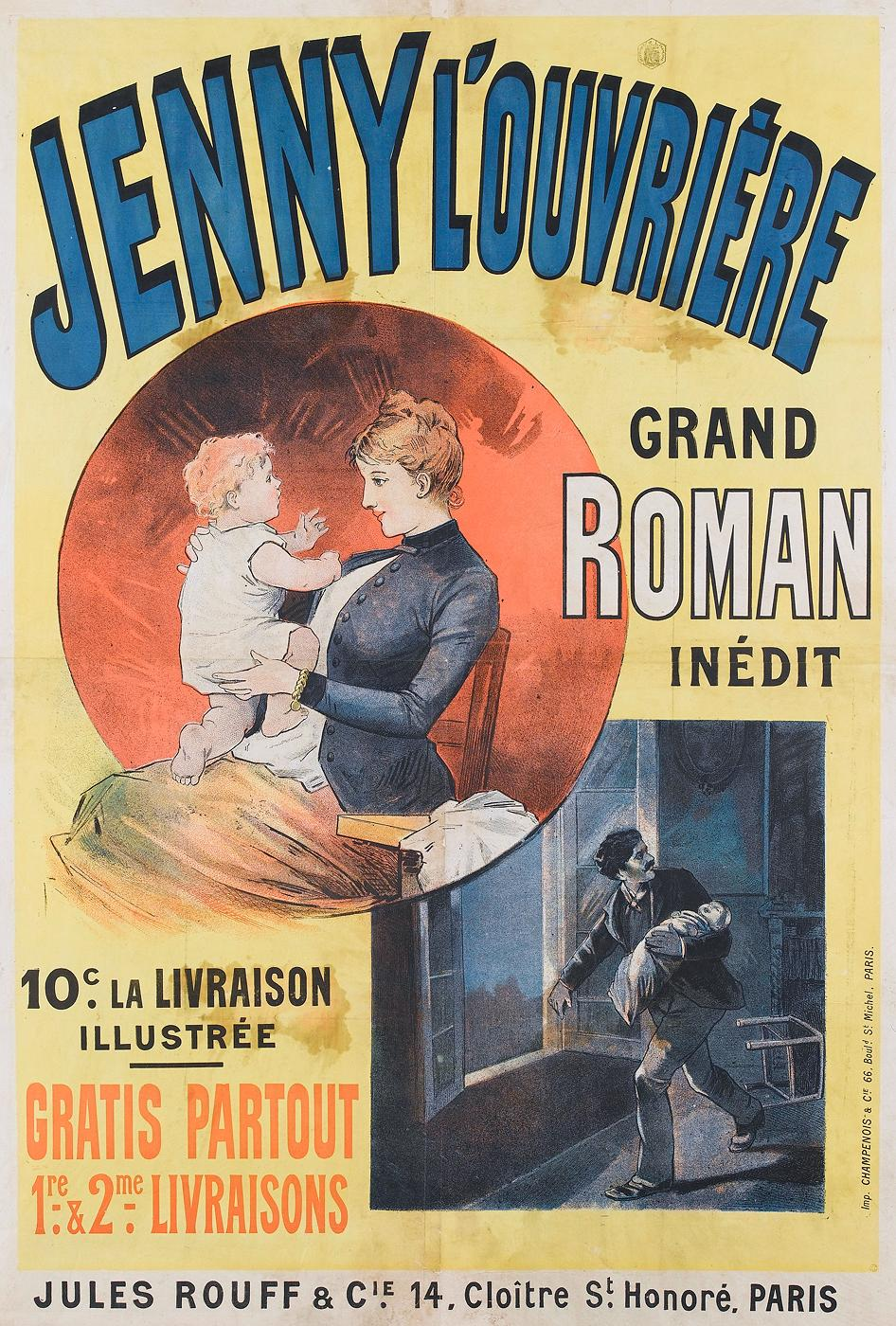
Affiche publicitaire pour Jenny l'ouvrière (1890).

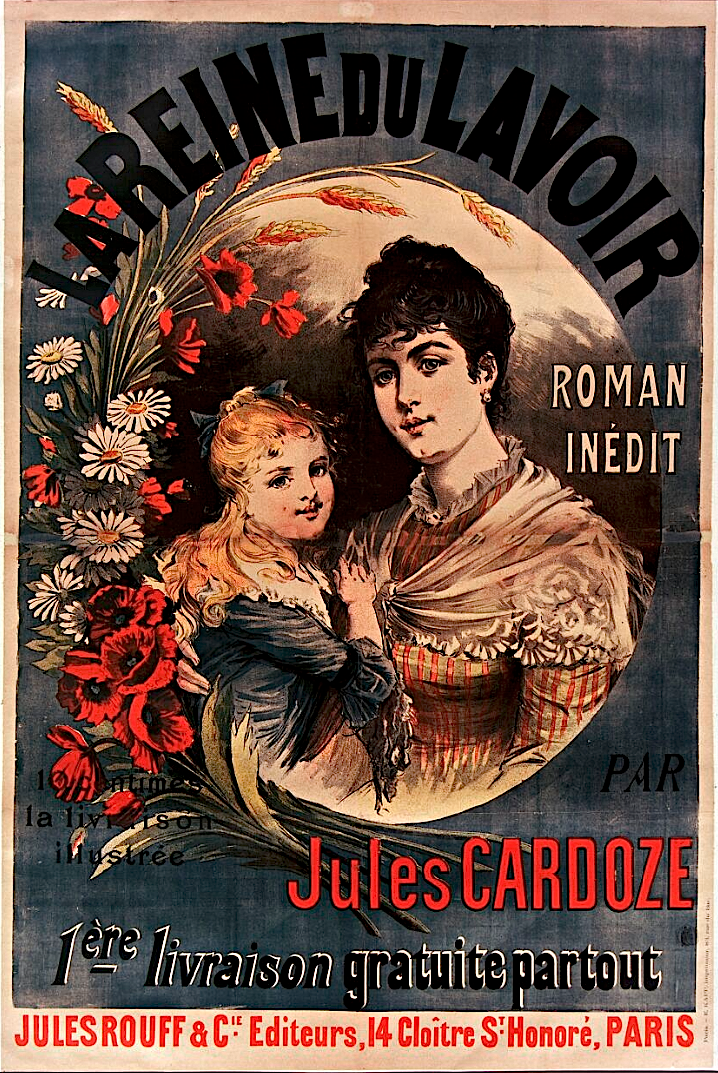
Affiche publicitaire pour La Reine du lavoir (1893).

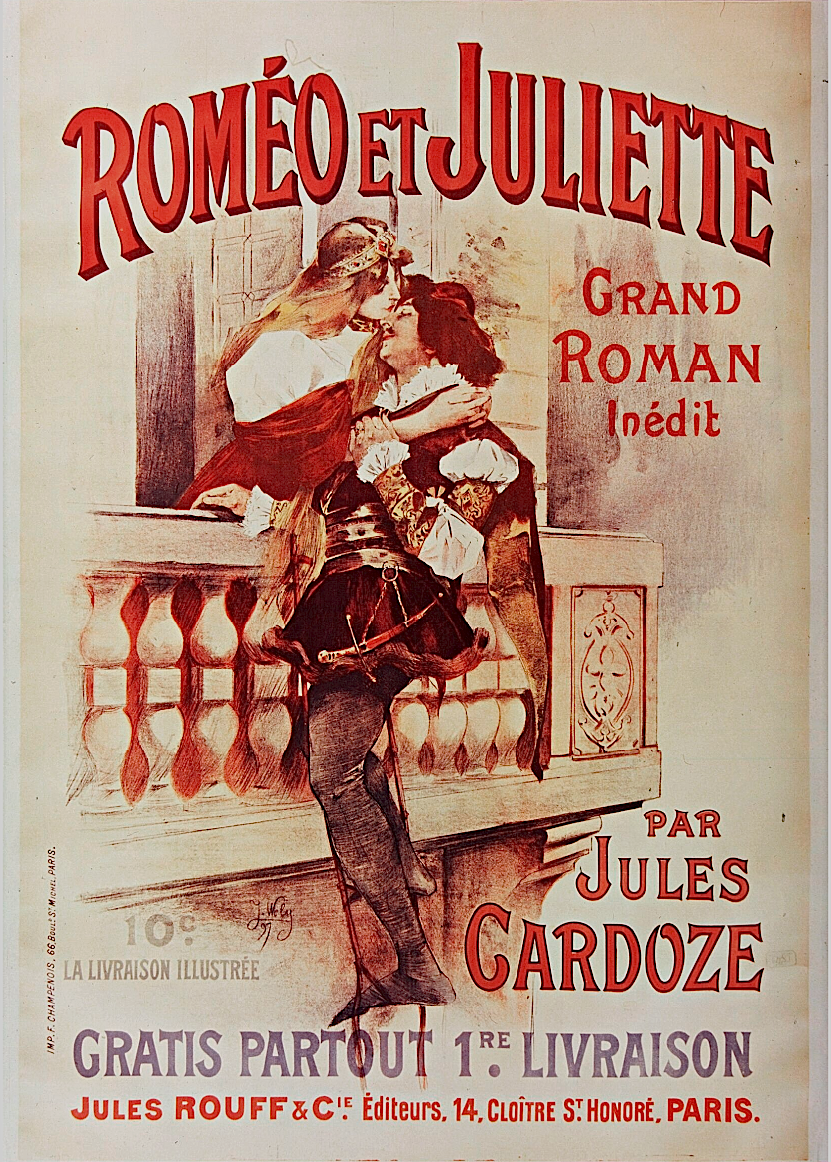
Affiche publicitaire signée Jacques Wély pour Roméo et Juliette (1897).

Né à La Guadeloupe, fils de l'avocat David-Lucien Cardoze (1806-1843), et de Louise Lopez Dubec (1814-1892),, puis élève au lycée de Bordeaux, Jules Cardoze collabore, à partir de 1854, à un journal de théâtre local, La Sylphe, fondé par Paul Bernard Ulysse Engelbrecht (1831-1884), marchand de musique et futur journaliste à l'Île Maurice.
Cardoze monte à Paris et à partir de 1858, présente des vaudevilles de son cru au théâtres des Délassements (Nopces et festins). La carrière de Cardoze dramaturge semble lancée. Cette même année, il retrouve le peintre Camille Pissarro, qui est son cousin, et dont il fait le portrait en 1861, un crayon qui serait la première représentation de l'artiste, encore peu connu à Paris,. En 1860, il fait paraître un premier ouvrage, Lina, histoire vraie, un long poème sentimental qu'il dédie à son ami Léon Cogniard, lequel est le fils de l'un des Frères Cogniard, Jean-Hippolyte, directeur du Théâtre des Variétés. Les années suivantes, il va collaborer à des journaux comme Le Figaro, La Lanterne, L'Événement, La Dépêche, Le Petit Provençal, L’Opinion, Le Petit Marseillais. En 1868, il s'associe à Alphonse Lemonnier pour produire une pièce, Féerie du printemps. 
Durant la Commune de Paris (1871), Cardoze est capitaine des gardes nationaux de la Seine aux côtés de son camarade Gaston Pérodeaud dit Gaston Vassy (1847-1885), un journaliste prolifique assez fantaisiste, vendeur de réclames à ses heures perdues. Cardoze collabore au Mort d’ordre puis à La Marseillaise[Lequel ?]. En 1873, il présente avec Clairville (1811-1879) La Vieillesse de Figaro, un opéra-bouffe. En 1877, il coécrit avec Gaston Vassy une pantomime à grand spectacle, intitulée Combat des Amazone ; suivront d'autres collaborations avec Vassy. En 1880, Cardoze présente seul cette fois L’Avocat du pendu, un drame en 5 actes au Théâtre des Nations (1879). 
Il délaisse ensuite ce genre pour produire des fictions réalistes ancrées dans le monde ouvrier qu'il va publier sous la forme de feuilletons dans les différentes journaux auxquels il collabore. Ces feuilletons sont ensuite transformés en fascicules illustrés vendus 10 centimes : ainsi opèrent les éditions Rouff dont Cardoze devient l'un des principaux soutiers, et par là, l'un des grands auteurs à succès, avec Jules Mary, du roman populaire de cette fin de siècle. Son premier succès, Les vierges de Paris est publié en 1884. Suivent Les bâtards de Rocambole (1886), Le Sonneur de Saint-Merry (1890), La Bataille d'amour (1891), La Reine du lavoir (1892) et surtout Jenny l'ouvrière (1893) qui connaît des ventes records. Cardoze a le vent en poupe, Pissarro qualifiant même son cousin de « romancier à tiroirs ». Un jour, il a l'idée de lancer son propre journal, profitant de la vogue du vélocipède, un titre appelé Paris-Cycles mais rien n'aboutit. En 1894, il commence à publier en feuilleton dans Le Petit Parisien, l'un des plus gros tirages du moment. La machine littéraire s'emballe. Tout en continuant à fournir chez Rouff Roméo et Juliette, le drame shakespearien revu à la sauce naturaliste, il entre dans la maison d'Arthème Fayard, qui vient de lancer la « Bibliothèque de la vie populaire », promettant Héritage d'amour, et fournit en même temps de la copie au Feuilleton illustré, un « journal de beaux romans » qui se lance en 1897. 
Marié depuis juin 1859 à Marie Anne Monloubou, Jules Cardoze meurt foudroyé par une attaque cardiaque le 18 janvier 1898 chez lui au 53 avenue des Ternes. Membre de la Société des gens de lettres, il laisse des dizaines de milliers de pages de romans et de pièces de théâtre,.

## Quelques créations et publications
- Nopces et festins, folie de carnaval, théâtre des Délassements-Comiques, mars 1858.
- Lina, histoire vraie, Paris : Chez tous les libraires, 1860 — lire sur Gallica.
- Un jour de pluie, scène de la vie intime, théâtre du boulevard du Temple, juin 1862.
- Les Chevaliers de la roulette, vaudeville écrit avec Amédée de Jallais, théâtre Dejazet, septembre 1864[15].
- Le Combat des Amazones, pantomime à grand spectacle, écrit avec Gaston Vassy, Nouvel Hippodrome de Paris, créé le 19 août 1877.
- Le Club des guillotinés, feuilleton écrit avec Gaston Vassy (sous le pseud. de « Rocambole »), Impr. Guérin et Cie, Le  Club – Bibliothèque  parisienne, 1883.
- Les vierges de Paris, illustré par Marsal [?], La Librairie nationale, Dénoc et Marmorat, 1884.
- Esaü le Lépreux sous le nom de Emmanuel Gonzalès, J. Rouff, 1884.
- Sœurs de lait, Toulouse, Éditions illustrées de La Dépêche, 1886.
- Les Bâtards de Rocambole, Toulouse, Éditions illustrées de La Dépêche, 1886.
- Le Sonneur de Saint-Merry, illustré par Osvaldo Tofani, Jules Rouff et Cie, [1890-1892].
- Jenny l'ouvrière, Jules Rouff et Cie, [1890-1893].
- La Reine du lavoir, illustré par Léon Benett, Jules Rouff et Cie, [1892-1893] — lire sur Gallica.
- Héritage d'amour, coll. « La Bibliothèque de la vie populaire », A. Fayard, 1897.
- Roméo et Juliette, grand roman inédit, illustré par Jacques Wély , Jules Rouff & Cie, 1897-1898 — lire sur Gallica.
- Les Fiancés de la revanche [Les Fiancés d'Alsace], illustré par Frédéric Lix, Jules Rouff & Cie, [1898]

### Posthumes
- Les Capitaine Grandcœur (en feuilletons dans La Lanterne, 1887), coll. « Les maîtres du roman populaire » no 152, Arthème Fayard et Cie, [avant 1920].